# 노섬브리아 대학교
노섬브리아 대학교(영어: Northumbria University) 또는 뉴캐슬 노섬브리아 대학교(University of Northumbria at Newcastle)는 잉글랜드 북동부 뉴캐슬어폰타인에 위치한 공립대학교이다.

## 역사
노섬브리아 대학교의 역사는 1880년으로 거슬러 올라간다. 루더포드 칼리지 오브 테크놀러지(Rutherford College of Technology)를 포함한 세 개의 서로 다른 칼리지가 존재했다. 1969년, 세 칼리지는 뉴캐슬 폴리테크닉(Newcastle Polytechnic)으로 통합된다. 1992년, 뉴캐슬 폴리테크닉은 지금의 노섬브리아 대학교로 개칭하며 대학교 자격을 갖추게 된다. 정식 명칭은 뉴캐슬 노섬브리아 대학교(University of Northumbria at Newcastle)이지만 간소화된 이름인 노섬브리아 대학교(Northumbria University)로 불린다.

## 캠퍼스

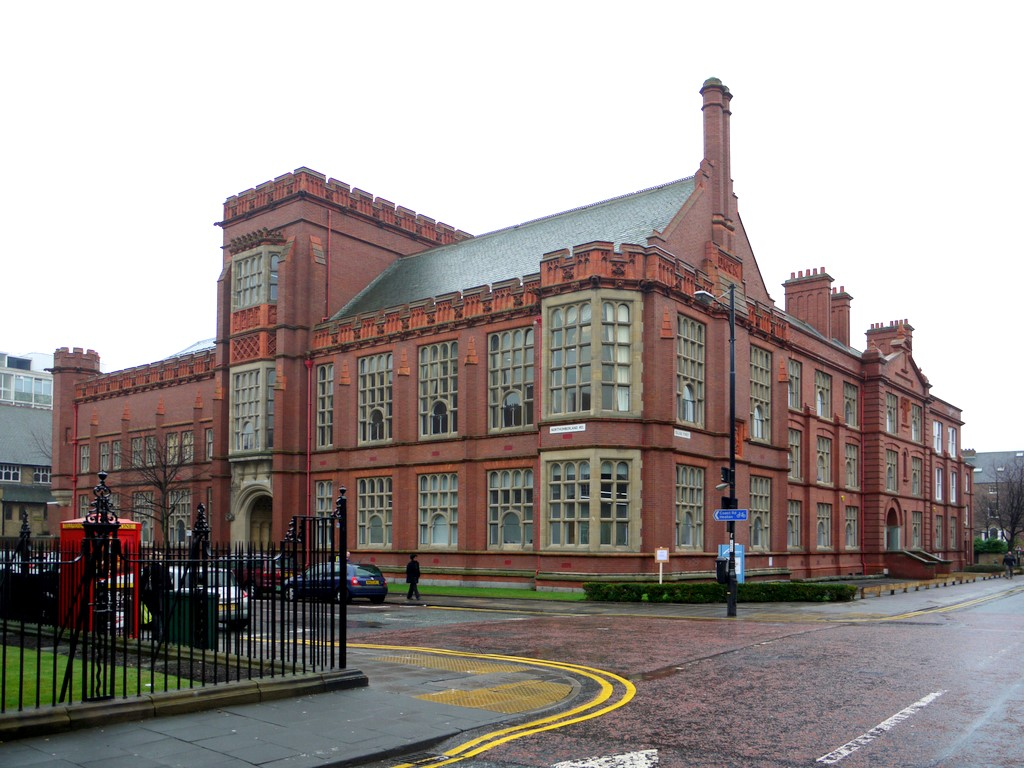
서덜란드 빌딩(Sutherland Building)의 모습

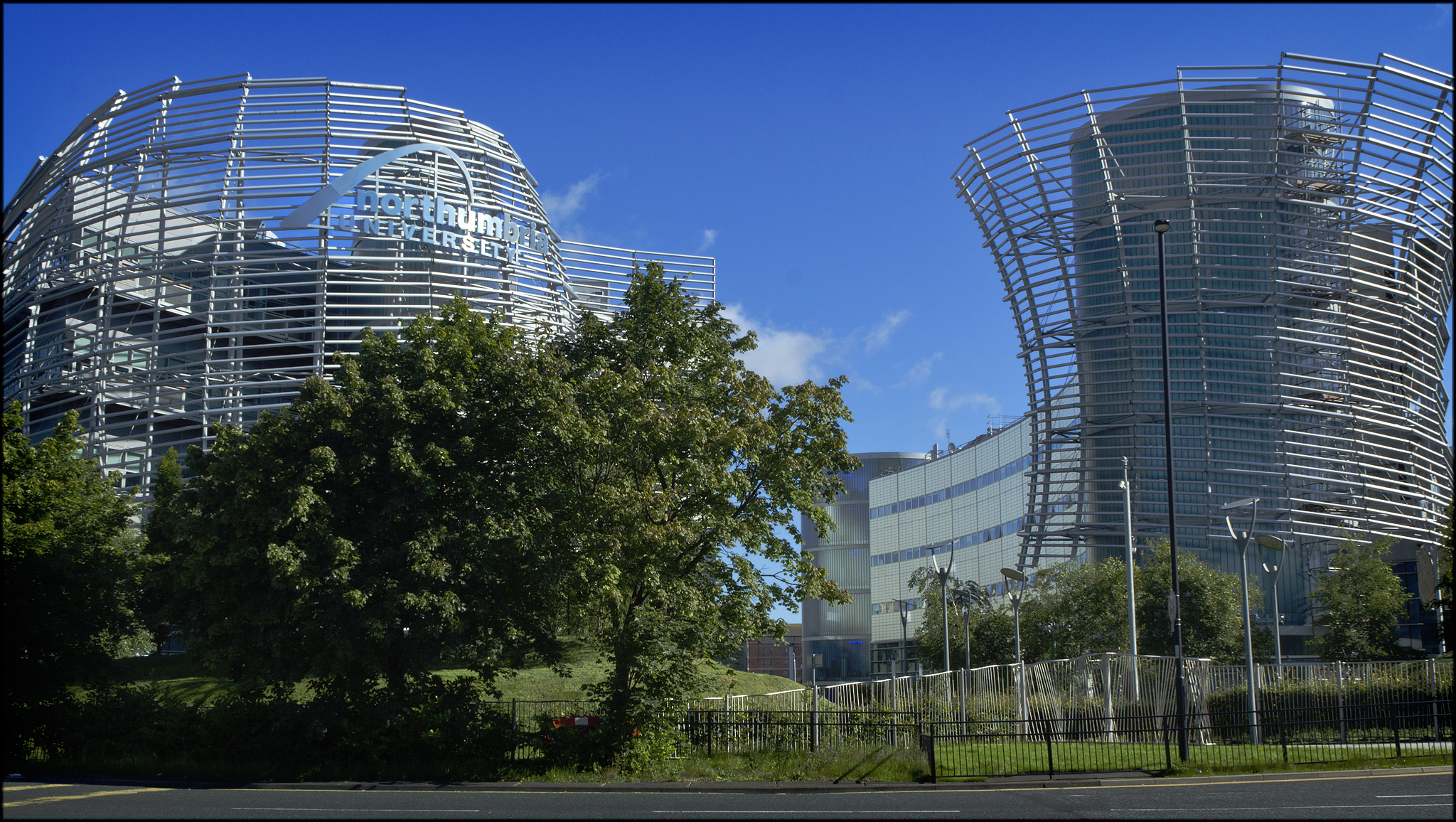
동부 시티 캠퍼스의 모습

대학교는 두 개의 큰 캠퍼스를 가지고 있다. 뉴캐슬어폰타인의 중심부에 위치한 동부 시티 캠퍼스와 서부 시티 캠퍼스가 바로 그것이다. 도심의 캠퍼스는 뉴캐슬 대학교와 인접해 있다. 뉴캐슬어폰타인으로부터 4킬로미터가량 떨어진 코치 레인 캠퍼스는 자체적인 학생회와 운동시설 등을 보유하고 있다.
2014년에 문을 연 런던 캠퍼스에서는 경영학 및 관련 학과 수업이 이루어진다

## 구성
노섬브리아 대학교는 서로 다른 네 개의 학부를 가지고 있으며 500여 개에 달하는 교육 과정을 제공한다.
- Faculty of Arts, Design and Social Sciences
- Faculty of Business and Law
- Faculty of Engineering and Environment
- Faculty of Health and Life Sciences

## 평가

### 순위
the Complete University Guide는 노섬브리아 대학교의 순위를 영국 내 59위로 평가했다. QS 세계 대학 순위에서는 751-800위에 자리하고 있다.

### 2017년 실험 사고
2017년, 노섬브리아 대학교에서 진행된 실험에서 실험 참가자 두 명에게 치사량에 가까운 양의 카페인을 복용시킨 사건으로 40만 파운드의 벌금이 부과되었다. 계획되었던 카페인의 복용량인 0.3g이 소수점을 잘못 입력하는 바람에 30g으로 바뀐 것이다. 실험에 참가한 두 학생들은 단기 기억 상실증을 앓았으며 모두 병원에 입원하였다.

## 저명한 동문
- 애플의 산업 디자이너 조너선 아이브
- 영국의 뮤지션 스팅
- 세네갈의 축구 선수 알리 디아

## 같이 보기
- 영국의 대학 목록